# Chinon Industries
Pour les articles homonymes, voir Chinon (homonymie).
Chinon Industries Inc. (チノン株式会社 Chinon Kabushiki-gaisha) est un fabricant japonais d'appareils photographiques et de caméras Super 8.

## Histoire
En 1948, Hiroshi Shino alors âgé de 28 ans crée Chinon. Il fabrique initialement des composants d'objectif pour Canon et d'autres grands fabricants japonais puis des appareils complets pour les mêmes clients. Vers 1972, Chinon commence à vendre ses appareils sous son propre nom. La société se lance dans la production de caméras pour le cinéma d'amateur en 8 mm. En 1976 plus de 800000 cameras muettes et sonores sont produites. En 1980, la société revendique être le plus gros producteur mondial de caméras en Super 8. Le succès de la vidéo met l'entreprise en difficulté. Après une tentative d'accord avec NEC pour produire un caméscope 8 mm en 1983, Kodak achète 9.5% des actions de Chinon en 1985. Chinon produit alors des appareils sous la marque Kodak. Kodak finira par racheter entièrement Chinon en 1997.

## Galerie

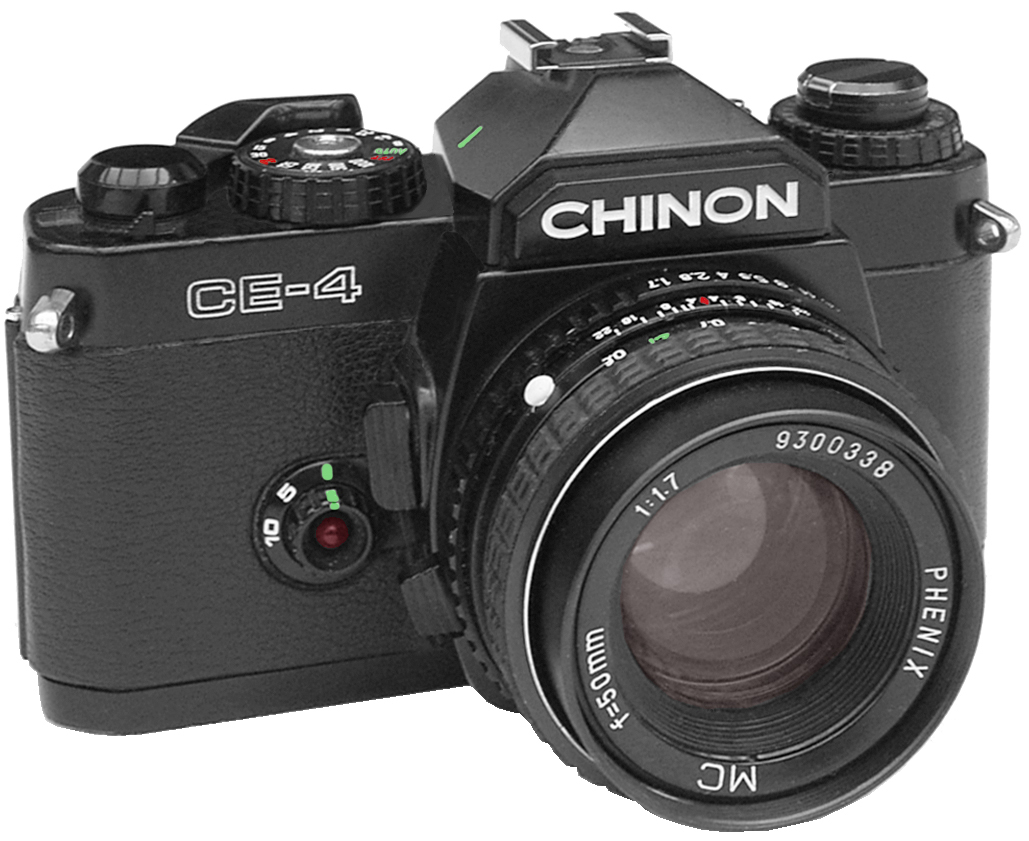
Appareil photo Chinon CE-4
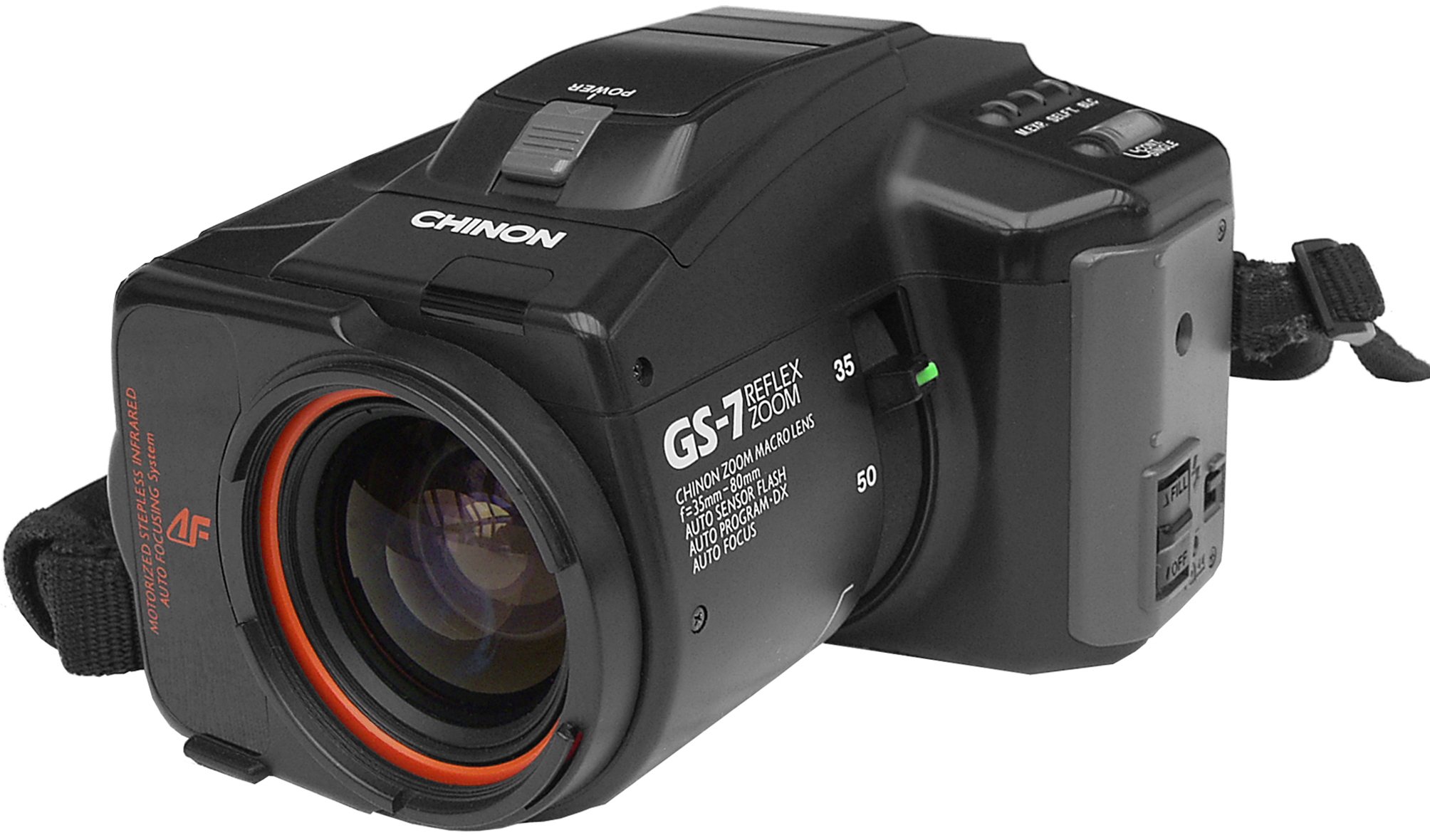
Chinon GS-7
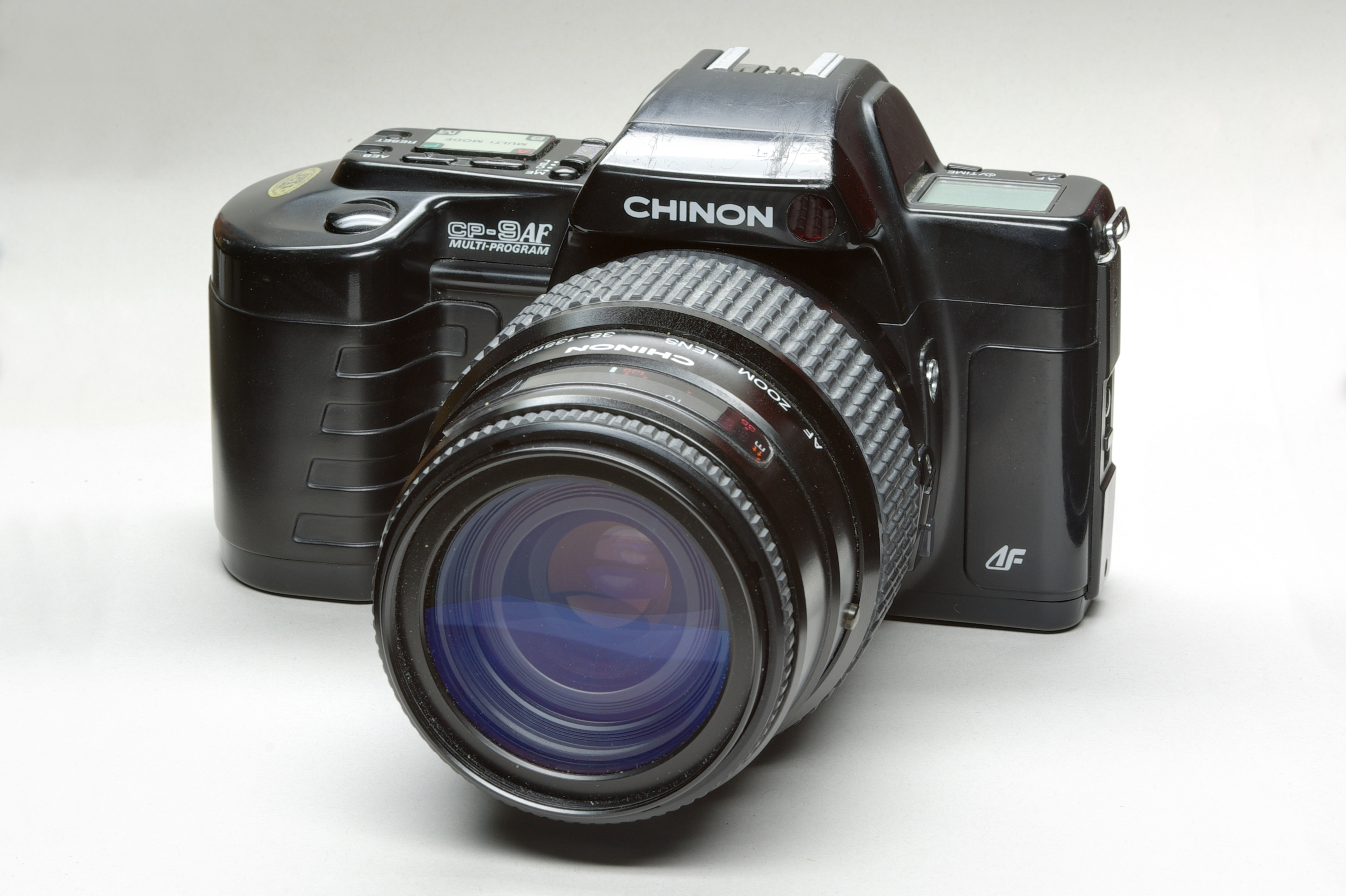
Chinon CP-9 AF équipé d'un objectif 35-135mm autofocus
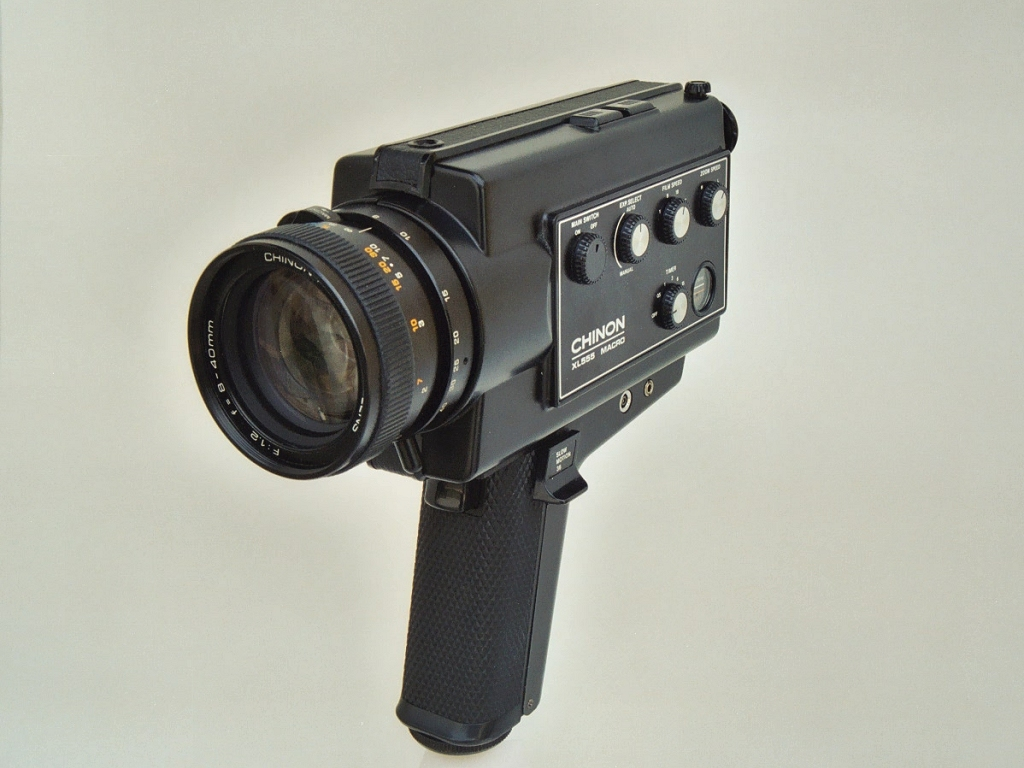
Caméra Chinon XL 555 Macro